# New York City ePrix 2017
Der New York City ePrix 2017 (offiziell: 2017 FIA Formula E Qualcomm New York City ePrix) fand am 15. und 16. Juli auf der Formel-E-Rennstrecke New York City in New York City statt und war das neunte sowie das zehnte Rennen der FIA-Formel-E-Meisterschaft 2016/17. Es handelte sich um den ersten New York City ePrix und um das erste Rennen der FIA-Formel-E-Meisterschaft in Nordamerika seit dem Long Beach ePrix 2016.
Außerdem war es der erste ePrix, der vollkommen emissionsfrei stattfand, da der benötigte Strom vollständig von der Stipa-Nayaa-Windfarm in Mexiko, nordöstlich von Mexiko-Stadt, produziert wurde.

## Bericht

### Hintergrund
Nach dem Berlin ePrix führte Sébastien Buemi in der Fahrerwertung mit 32 Punkten vor Lucas di Grassi und mit 69 Punkten vor Felix Rosenqvist. In der Teamwertung hatte Renault e.dams 58 Punkte Vorsprung auf ABT Schaeffler Audi Sport und 80 Punkte Vorsprung auf Mahindra Racing.
Bei DS Virgin ersetzte Alex Lynn bei diesem Rennen José María López, der wegen des Rennens der FIA-Langstrecken-Weltmeisterschaft auf dem Nürburgring den ePrix nicht bestreiten konnte. Lynn debütierte damit in der FIA-Formel-E-Meisterschaft, seine Position als Ersatzfahrer nahm bei diesem ePrix Richard Branson ein. Dies wurde jedoch in den Medien als PR-Gag wahrgenommen, da Branson nicht über die für einen Start erforderliche Rennlizenz verfügte. Auch Buemi konnte den ePrix wegen dieser Terminkollision nicht bestreiten. Er wurde bei dem Rennen durch Pierre Gasly ersetzt, der ebenfalls sein Debüt in der FIA-Formel-E-Meisterschaft gab.
Daniel Abt, di Grassi und Jean-Éric Vergne erhielten im ersten Rennen einen sogenannten FanBoost, sie durften die Leistung ihres zweiten Fahrzeugs einmal auf bis zu 200 kW erhöhen und so bis zu 100 Kilojoule Energie zusätzlich verwenden. di Grassi erhielt den neunten FanBoost im neunten Saisonrennen und den sechzehnten in der FIA-Formel-E-Meisterschaft. Für Abt war es der siebte FanBoost in dieser Saison und für Vergne der erste seit dem Paris ePrix 2016.
Im zweiten Rennen erhielten Abt und di Grassi erneut einen FanBoost, der dritte ging an Nick Heidfeld. Di Grassi erhielt somit den jeweils zehnten FanBoost im zehnten Saisonrennen und den siebzehnten in der FIA-Formel-E-Meisterschaft. Für Abt war es der achte FanBoost in dieser Saison, für Heidfeld war es der erste. Zuletzt hatte Heidfeld beim ersten Rennen des London ePrix 2016 einen FanBoost erhalten.

### Renntag eins

#### Training
Im ersten freien Training fuhr Lynn mit einer Rundenzeit von 1:05,977 Minuten die schnellste Runde vor Sam Bird und Rosenqvist.
Im zweiten freien Training war Rosenqvist in 1:02,423 Minuten Schnellster vor Heidfeld und Nicolas Prost.

#### Qualifying
Das Qualifying begann um 12:00 Uhr und fand in vier Gruppen zu je fünf Fahrern statt, jede Gruppe hatte sechs Minuten Zeit, in der die Piloten maximal eine gezeitete Runde mit einer Leistung 170 kW und anschließend maximal eine gezeitete Runde mit einer Leistung von 200 kW fahren durften. Bird war mit einer Rundenzeit von 1:02,806 Minuten Schnellster.
Die fünf schnellsten Fahrer fuhren anschließend im Superpole genannten Einzelzeitfahren die ersten fünf Positionen aus. Lynn sicherte sich mit einer Rundenzeit von 1:03,296 Minuten die Pole-Position und damit drei Punkte. Die weiteren Positionen belegten Abt, Vergne, Bird und Jérôme D’Ambrosio.

#### Rennen
Das Rennen ging über 43 Runden.
Die Pole-Position befand sich auf der Außenseite der Strecke, so dass die Fahrer mit den geraden Startplatzierungen die erste Kurve auf der Innenseite anfuhren. Abt überholte so direkt am Start Lynn, auch Bird ging an Vergne und Heidfeld an D’Ambrosio vorbei. Im Mittelfeld kam es zu mehreren Berührungen, unter anderem zwischen Stéphane Sarrazin und Prost. In der Folge fiel Prost ans Ende des Feldes zurück. Mitch Evans kollidierte mit Robin Frijns, dabei brach die Vorderradaufhängung an seinem Jaguar. Er fuhr in langsamer Fahrt an die Box und wechselte in sein zweites Fahrzeug.
Abt führte vor Lynn, Bird, Vergne, Heidfeld, D’Ambrosio, Oliver Turvey, Sarrazin, Nelson Piquet jr. und di Grassi.
D’Ambrosio war nicht in der Lage, das Tempo der übrigen Piloten mitzugehen und musste in der dritten Runde Turvey und Sarrazin sowie eine Runde später Piquet passieren lassen. In Runde fünf beging Piquet einen Fahrfehler in einer Haarnadelkurve und musste abbremsen, um nicht gegen die Streckenbegrenzung zu prallen. D’Ambrosio fuhr auf Piquet auf, dabei beschädigte er sich sein Fahrzeug und di Grassi überholte ihn. D’Ambrosio fuhr kurz darauf zur Reparatur seines beschädigten Wagens an die Box. In der neunten Runde überholte Bird Lynn, auch Heidfeld ging an Vergne vorbei.
In der elften Runde griff Bird Abt an, der sich jedoch verteidigte. Dabei kam es zu einer leichten Berührung der Fahrzeuge, beide fuhren jedoch ohne Beschädigungen an ihren Wagen weiter. Evans fuhr zu diesem Zeitpunkt in seinem zweiten Fahrzeug die bis dahin schnellste Runde des Rennens. Piquet wurde in der zwölften Runde langsamer und musste nacheinander di Grassi, Rosenqvist, Loïc Duval, Adam Carroll und António Félix da Costa passieren lassen. Auch sein Teamkollege Turvey wurde langsamer, so dass nacheinander Sarrazin, di Grassi und Rosenqvist vorbeigingen.
Nachdem Bird mehrere Angriffe auf Abt gestartet hatte, überholte er ihn in Runde 16. Lynn musste zu diesem Zeitpunkt Energie sparen, so dass Heidfeld und Vergne vorbeigingen. In Runde 18 kollidierte Félix da Costa bei einem Überholversuch mit Carroll, dabei verloren beide Fahrzeuge Teile, die anschließend auf der Strecke lagen. Félix da Costa fuhr am Ende der Runde an die Box. Kurz darauf überholte Vergne Heidfeld und lag nun auf dem dritten Platz. Auch Sarrazin und di Grassi überholten Lynn, der den niedrigsten Energiestand aller Piloten hatte. Vergne ging in der gleichen Runde an Abt vorbei.
In der 20. Runde fuhr mit Lynn der erste Pilot zum regulären Fahrzeugwechsel, die Mindestzeit betrug 47 Sekunden. Eine Runde später folgten Bird, Vergne, Sarrazin, Rosenqvist, Duval, Turvey, Carroll, Tom Dillmann, Prost und Piquet. In der 22. Runde wechselten mit Abt, Heidfeld, di Grassi, Gasly und Frijns auch die letzten Piloten ihr Fahrzeug. Heidfelds Stopp dauerte dabei zwei Sekunden länger als die Mindestzeit, so dass er Positionen verlor.
Nach den Fahrzeugwechseln führte Bird vor Vergne, Abt, Sarrazin, Lynn, Rosenqvist, di Grassi, Heidfeld, Duval und Turvey. Maro Engel fuhr die schnellste Runde des Rennens, kurz darauf blieb Lynn mit einer defekten Antriebswelle auf der Strecke stehen.
In Runde 28 nutzte di Grassi seinen FanBoost, um den Rückstand auf Rosenqvist zu verringern und ihn unter Druck zu setzen. Rosenqvist gelang es jedoch, seine Position zu verteidigen. In der 32. Runde überholten Dillmann und Gasly nacheinander Carroll. Eine Runde später griff di Grassi erneut Rosenqvist an, der sich bei der Anfahrt auf Kurve zwei verbremste, drehte und anschließend rückwärts gegen die Streckenbegrenzung prallte. Dabei schlug er so fest ein, dass der Heckflügel an seinem Mahindra beschädigt wurde. Er verlor zwei Positionen an di Grassi und Heidfeld und nahm anschließend die Fahrt wieder auf. Da ein Teil seines Heckflügels am rechten Hinterreifen schliff, zeigte ihm die Rennleitung die Spiegelei-Flagge. Er fuhr zur Reparatur an die Box und fiel mit einer Runde Rückstand ans Ende des Feldes zurück.
In Runde 37 stellte Heidfeld sein Fahrzeug am Streckenrand ab, das rechte Hinterrad hatte sich gelöst. Zur Bergung des Wagens schickte die Rennleitung das Safety Car auf die Strecke. Das Rennen wurde in Runde 41 wieder freigegeben.
In der letzten Runde rollte Abt mit einem Fehler im Batterie-Management-System aus und stellte sein Fahrzeug am Streckenrand ab. Dillmann fiel kurz vor dem Ziel vom neunten auf den dreizehnten Platz zurück.
Bird gewann vor Vergne und Sarrazin. Die restlichen Punkteplatzierungen belegten di Grassi, Duval, Turvey, Gasly, Prost, Frijns und Carroll. Der Punkt für die schnellste Rennrunde ging an Engel.

### Renntag zwei

#### Training
Im Gegensatz zum Vortag fand am zweiten Renntag nur ein freies Training statt.
Bird war mit einer Rundenzeit von 1:02,209 Minuten Schnellster vor Vergne und Engel. Das Training wurde nach einem Unfall von Frijns rund zwei Minuten vor dem Ende abgebrochen.

#### Qualifying
Das Qualifying begann um 9:00 Uhr und fand in vier Gruppen zu je fünf Fahrern statt, jede Gruppe hatte sechs Minuten Zeit, in der die Piloten maximal eine gezeitete Runde mit einer Leistung 170 kW und anschließend maximal eine gezeitete Runde mit einer Leistung von 200 kW fahren durften. Gasly war mit einer Rundenzeit von 1:02,080 Minuten Schnellster.
Die fünf schnellsten Fahrer fuhren anschließend im Superpole genannten Einzelzeitfahren die ersten fünf Positionen aus. Bird sicherte sich mit einer Rundenzeit von 1:02,285 Minuten die Pole-Position und damit drei Punkte. Die weiteren Positionen belegten Rosenqvist, Vergne, Gasly und Heidfeld.
Frijns wurde wegen eines Getriebewechsels nach dem Unfall im freien Training und Piquet wegen eines Motorwechsels um jeweils zehn Positionen nach hinten versetzt. Da dies von Startplatz 11 bzw. 16 aus nicht möglich war, mussten sie von den letzten beiden Startplätzen starten, zudem erhielt Frijns eine Fünf-Sekunden- und Piquet eine Zehn-Sekunden-Zeitstrafe, die zusätzlich zur Mindestzeit beim Fahrzeugwechsel addiert wurde.

#### Rennen
Das Rennen ging über 49 Runden.
Erneut starteten die Piloten von den geraden Startplätzen besser, so dass Rosenqvist in Führung ging. Engel fuhr in der ersten Kurve auf Vergne auf, in der Folge fuhr Abt auf Engel auf. Dillmann nutzte die Gelegenheit und fuhr auf der Innenseite der Strecke an Abt vorbei. Am Ende der ersten Runde blieb Abts Fahrzeug, wie bereits am Vortag, wegen eines Problems des Batteriemanagementsystems stehen. Abt gelang es, das Fahrzeug wieder in Bewegung zu setzen und in langsamer Fahrt an die Box zu fahren, wo er das Rennen später im zweiten Fahrzeug wieder aufnahm.
Rosenqvist führte vor Bird, Vergne, Heidfeld, Gasly, Engel, Turvey, Dillmann, di Grassi und Evans. Die Rennleitung zeigte Vergne die Spiegelei-Flagge, weil sich ein Teil der hinteren Radabdeckung in Folge der Kollision in der ersten Runde gelöst hatte. Vergne fuhr in der zweiten Runde an die Box und ließ den Schaden reparieren, er fiel ans Ende des Feldes zurück.
Auch bei Engels Fahrzeug hatte sich ein Teil der hinteren Radabdeckung gelöst. Engel fuhr mehrfach nah an die Mauer heran, in der Hoffnung, sich so das beschädigte Teil abzustreifen. Dabei kollidierte er in der fünften Runde mit der Streckenbegrenzung und beschädigte seine Vorderradaufhängung. Er fuhr in die Box und wechselte auf sein zweites Fahrzeug, das er umbauen ließ, um die schnellste Runde fahren zu können. An der Spitze hatten sich die ersten vier Piloten bereits absetzen können, Turvey auf dem fünften Platz hielt die Fahrer hinter sich deutlich auf.
Evans stellte sein Fahrzeug mit einem technischen Defekt am Streckenrand ab. Um das Fahrzeug bergen zu können, rief die Rennleitung in der neunten Runde eine Full-Course-Yellow aus. Gasly kannte die genauen Regeln der Full-Course-Yellow nicht, so dass er zu früh verlangsamte und fünf Sekunden auf die führenden drei Piloten verlor. Das Rennen wurde eine Runde später wieder freigegeben. Bird überholte Rosenqvist und übernahm damit wieder die Führung. Heidfeld versuchte, die Situation auszunutzen und griff ebenfalls Rosenqvist an, kam jedoch nicht vorbei.
In der 13. Runde überholte di Grassi Dillmann und lag nun auf dem sechsten Platz. Zwei Runden später überholte er auch Turvey, der Rückstand auf den nun vor ihm liegenden Gasly betrug jedoch bereits rund acht Sekunden. Engel fuhr die bis dahin schnellste Runde des Rennens. Prost überholte in der 16. Runde Dillmann, eine Runde später gingen beide an Turvey vorbei.
In Runde 20 stellte Lynn sein Fahrzeug auf der Strecke ab. Zur Bergung des Wagens wurde in Runde 23 erneut eine Full-Course-Yellow ausgerufen. Rosenqvist, Heidfeld, Gasly, di Grassi, Prost, Dillmann, D’Ambrosio, Félix da Costa, Turvey, Duval, Carroll und Piquet nutzten diese zum Fahrzeugwechsel, eine Runde später kamen auch Bird, Sarrazin und Vergne an die Box. Das Rennen wurde wieder freigegeben, als Bird gerade aus der Boxengasse gefahren war. Da beide Techeetah-Piloten noch beim Fahrzeugwechsel waren, fielen sie von den Positionen acht und elf auf Platz 15 und 16 zurück.
Bird führte vor Rosenqvist, Heidfeld, Gasly, Frijns, der als einziger Pilot nicht das Fahrzeug gewechselt hatte, di Grassi, Prost, Dillmann, Félix da Costa und D’Ambrosio. Vier Runden später wechselte Frijns sein Fahrzeug, er fiel eine Runde zurück und lag nun auf Platz 16. D’Ambrosio griff in der gleichen Runde Félix da Costa an, drehte sich dabei jedoch und fiel wieder hinter diesen und Duval zurück. Abt fuhr zu diesem Zeitpunkt die schnellste Runde des Rennens.
In Runde 32 griff Duval Félix da Costa an, der sich jedoch verteidigte. Beim nächsten Angriff in Runde 33 berührten sich die Fahrzeuge leicht und Félix da Costa drehte sich, so dass Duval und D’Ambrosio vorbeigingen. Piquet erhielt eine Durchfahrtstrafe, da er bei seinem Fahrzeugwechsel die Zehn-Sekunden-Zeitstrafe nicht abgesessen hatte.
In Runde 36 ließ Rosenqvist Heidfeld vorbei, da er Probleme mit der Rekuperation befürchtete. In den folgenden Runden passierte wenig, da die meisten Piloten sich darauf beschränkten, Energie zu sparen. Der bereits überrundete Frijns hatte sich zurückgerundet und verkürzte den Rückstand auf das restliche Feld.
D’Ambrosio überholte Duval in Runde 45, dabei verloren beide Piloten jedoch Zeit und Félix da Costa schloss auf. Dieser griff eine Runde später Duval an, dabei kam es zu einer Kollision und Duval drehte sich. Er konnte weiterfahren, fiel aber hinter Sarrazin und Vergne zurück. Félix da Costa erhielt für das Verursachen dieser Kollision eine Durchfahrtstrafe.
In Runde 47 ließ Heidfeld Rosenqvist wieder vorbei, jedoch mussten beide Fahrer Energie sparen. Gasly, der rund fünf Sekunden hinter den beiden Mahindra-Piloten lag, holte deutlich auf. Vergne überholte kurz vor dem Ziel noch D’Ambrosio, der zu wenig Energie hatte und in der letzten Runde mehr als 15 Sekunden verlor. Kurz vor dem Ziel musste er auch noch Frijns passieren lassen. Aber auch Carroll konnte die letzte Runde nur in sehr langsamer Fahrt beenden, Duval und Sarrazin kamen wegen Energiemangels gar nicht ins Ziel. In der letzten Kurve lag Gasly in Schlagdistanz zu Heidfeld und versuchte, ihn auf der Außenseite zu überholen. Dabei fuhr er gegen die Mauer am Streckenrand, schleuderte quer über die Strecke und schlug dort erneut in die Streckenbegrenzung ein, rollte aber so noch über die Ziellinie.
Bird gewann auch das zweite Rennen vor Rosenqvist und Heidfeld. Die restlichen Punkteplatzierungen belegten Gasly, di Grassi, Prost, Dillmann, Vergne, Frijns und D’Ambrosio. Der Punkt für die schnellste Rennrunde ging an Abt.
In der Fahrerwertung verkürzte di Grassi den Rückstand auf Buemi auf zehn Punkte, außerdem hatten nur noch Rosenqvist und der nun viertplatzierte Bird rechnerische Meisterschaftschanchen. In der Teamwertung baute Renault.edams seinen Vorsprung auf ABT Schaeffler Audi Sport und Mahindra Racing aus.

## Meldeliste
Alle Teams und Fahrer verwendeten Reifen von Michelin.
| Team                            | Fahrzeug            | Nr. | Fahrer                 |
| ------------------------------- | ------------------- | --- | ---------------------- |
| Renault e.dams                  | Renault Z.E.16      | 08  | Nicolas Prost          |
| Renault e.dams                  | Renault Z.E.16      | 09  | Pierre Gasly           |
| ABT Schaeffler Audi Sport       | ABT Schaeffler FE02 | 11  | Lucas di Grassi        |
| ABT Schaeffler Audi Sport       | ABT Schaeffler FE02 | 66  | Daniel Abt             |
| DS Virgin Racing Formula E Team | Virgin DSV-02       | 02  | Sam Bird               |
| DS Virgin Racing Formula E Team | Virgin DSV-02       | 37  | Alex Lynn              |
| Faraday Future Dragon Racing    | Penske 701-EV       | 06  | Loïc Duval             |
| Faraday Future Dragon Racing    | Penske 701-EV       | 07  | Jérôme D’Ambrosio      |
| Mahindra Racing Formula E Team  | Mahindra M3ELECTRO  | 19  | Felix Rosenqvist       |
| Mahindra Racing Formula E Team  | Mahindra M3ELECTRO  | 23  | Nick Heidfeld          |
| Venturi Formula E Team          | Venturi VM200-FE-02 | 04  | Tom Dillmann           |
| Venturi Formula E Team          | Venturi VM200-FE-02 | 05  | Maro Engel             |
| Andretti Formula E              | Andretti ATEC-02    | 27  | Robin Frijns           |
| Andretti Formula E              | Andretti ATEC-02    | 28  | António Félix da Costa |
| Techeetah                       | Renault Z.E.16      | 25  | Jean-Éric Vergne       |
| Techeetah                       | Renault Z.E.16      | 33  | Stéphane Sarrazin      |
| NextEV NIO                      | NextEV 700R         | 03  | Nelson Piquet jr.      |
| NextEV NIO                      | NextEV 700R         | 88  | Oliver Turvey          |
| Panasonic Jaguar Racing         | Jaguar I-Type 1     | 20  | Mitch Evans            |
| Panasonic Jaguar Racing         | Jaguar I-Type 1     | 47  | Adam Carroll           |

## Klassifikationen

### Renntag eins

#### Qualifying
| Pos.                                                                   | Fahrer                 | Team                            | Zeit     | Superpole | Start |
| ---------------------------------------------------------------------- | ---------------------- | ------------------------------- | -------- | --------- | ----- |
| 01                                                                     | Alex Lynn              | DS Virgin Racing Formula E Team | 1:03,009 | 1:03,296  | 01    |
| 02                                                                     | Daniel Abt             | ABT Schaeffler Audi Sport       | 1:02,888 | 1:03,534  | 02    |
| 03                                                                     | Jean-Éric Vergne       | Techeetah                       | 1:03,091 | 1:03,537  | 03    |
| 04                                                                     | Sam Bird               | DS Virgin Racing Formula E Team | 1:02,806 | 1:03,557  | 04    |
| 05                                                                     | Jérôme D’Ambrosio      | Faraday Future Dragon Racing    | 1:02,881 | 1:07,203  | 05    |
| 06                                                                     | Nick Heidfeld          | Mahindra Racing Formula E Team  | 1:03,193 | –         | 06    |
| 07                                                                     | Nelson Piquet jr.      | NextEV NIO                      | 1:03,361 | –         | 07    |
| 08                                                                     | Oliver Turvey          | NextEV NIO                      | 1:03,385 | –         | 08    |
| 09                                                                     | Nicolas Prost          | Renault e.dams                  | 1:03,433 | –         | 09    |
| 10                                                                     | Lucas di Grassi        | ABT Schaeffler Audi Sport       | 1:03,480 | –         | 10    |
| 11                                                                     | Stéphane Sarrazin      | Techeetah                       | 1:03,508 | –         | 11    |
| 12                                                                     | Loïc Duval             | Faraday Future Dragon Racing    | 1:03,521 | –         | 12    |
| 13                                                                     | Adam Carroll           | Panasonic Jaguar Racing         | 1:03,555 | –         | 13    |
| 14                                                                     | Mitch Evans            | Panasonic Jaguar Racing         | 1:03,637 | –         | 14    |
| 15                                                                     | Tom Dillmann           | Venturi Formula E Team          | 1:03,795 | –         | 15    |
| 16                                                                     | Robin Frijns           | Andretti Formula E              | 1:03,830 | –         | 16    |
| 17                                                                     | Felix Rosenqvist       | Mahindra Racing Formula E Team  | 1:04,300 | –         | 17    |
| 18                                                                     | António Félix da Costa | Andretti Formula E              | 1:04,585 | –         | 18    |
| 19                                                                     | Pierre Gasly           | Renault e.dams                  | 1:04,936 | –         | 19    |
| 110-Prozent-Zeit: 1:09,087 min (bezogen auf Bestzeit von 1:02,806 min) |                        |                                 |          |           |       |
| –                                                                      | Maro Engel             | Venturi Formula E Team          | 1:17,571 | –         | 20    |

Anmerkungen
1. ↑  Obwohl er sich nicht qualifiziert hatte, wurde Engel erlaubt zu starten, da er im freien Training ausreichend schnell gewesen war.

#### Rennen
| Pos. | Fahrer                 | Team                            | Runden | Zeit      | Start | Schnellste Runde |
| ---- | ---------------------- | ------------------------------- | ------ | --------- | ----- | ---------------- |
| 01   | Sam Bird               | DS Virgin Racing Formula E Team | 43     | 52:29,275 | 04    | 1:04,463 (43.)   |
| 02   | Jean-Éric Vergne       | Techeetah                       | 43     | + 1,354   | 03    | 1:04,822 (43.)   |
| 03   | Stéphane Sarrazin      | Techeetah                       | 43     | + 4,392   | 11    | 1:05,132 (33.)   |
| 04   | Lucas di Grassi        | ABT Schaeffler Audi Sport       | 43     | + 6,155   | 10    | 1:04,658 (34.)   |
| 05   | Loïc Duval             | Faraday Future Dragon Racing    | 43     | + 8,428   | 12    | 1:05,528 (10.)   |
| 06   | Oliver Turvey          | NextEV NIO                      | 43     | + 8,952   | 08    | 1:05,677 (27.)   |
| 07   | Pierre Gasly           | Renault e.dams                  | 43     | + 9,321   | 19    | 1:04,960 (28.)   |
| 08   | Nicolas Prost          | Renault e.dams                  | 43     | + 10,036  | 09    | 1:04,992 (27.)   |
| 09   | Robin Frijns           | Andretti Formula E              | 43     | + 11,019  | 16    | 1:05,210 (28.)   |
| 10   | Adam Carroll           | Panasonic Jaguar Racing         | 43     | + 12,073  | 13    | 1:05,271 (14.)   |
| 11   | Nelson Piquet jr.      | NextEV NIO                      | 43     | + 12,977  | 07    | 1:05,409 (34.)   |
| 12   | António Félix da Costa | Andretti Formula E              | 43     | + 13,341  | 18    | 1:05,356 (14.)   |
| 13   | Tom Dillmann           | Venturi Formula E Team          | 43     | + 16,337  | 15    | 1:05,266 (32.)   |
| 14   | Daniel Abt             | ABT Schaeffler Audi Sport       | 42     | DNF       | 02    | 1:04,895 (29.)   |
| 15   | Felix Rosenqvist       | Mahindra Racing Formula E Team  | 42     | + 1 Runde | 17    | 1:04,557 (42.)   |
| –    | Nick Heidfeld          | Mahindra Racing Formula E Team  | 35     | DNF       | 06    | 1:04,811 (34.)   |
| –    | Maro Engel             | Venturi Formula E Team          | 30     | DNF       | 20    | 1:03,883 (21.)   |
| –    | Alex Lynn              | DS Virgin Racing Formula E Team | 23     | DNF       | 01    | 1:05,573 (12.)   |
| –    | Jérôme D’Ambrosio      | Faraday Future Dragon Racing    | 22     | DNF       | 05    | 1:04,001 (12.)   |
| –    | Mitch Evans            | Panasonic Jaguar Racing         | 18     | DNF       | 14    | 1:04,681 (04.)   |

### Renntag zwei

#### Qualifying
| Pos.                                                                   | Fahrer                 | Team                            | Zeit     | Superpole | Start |
| ---------------------------------------------------------------------- | ---------------------- | ------------------------------- | -------- | --------- | ----- |
| 01                                                                     | Sam Bird               | DS Virgin Racing Formula E Team | 1:02,246 | 1:03,296  | 01    |
| 02                                                                     | Felix Rosenqvist       | Mahindra Racing Formula E Team  | 1:02,164 | 1:03,534  | 02    |
| 03                                                                     | Jean-Éric Vergne       | Techeetah                       | 1:02,204 | 1:03,537  | 03    |
| 04                                                                     | Pierre Gasly           | Renault e.dams                  | 1:02,080 | 1:03,557  | 04    |
| 05                                                                     | Nick Heidfeld          | Mahindra Racing Formula E Team  | 1:02,372 | 1:07,203  | 05    |
| 06                                                                     | Maro Engel             | Venturi Formula E Team          | 1:02,579 | –         | 06    |
| 07                                                                     | Oliver Turvey          | NextEV NIO                      | 1:02,583 | –         | 07    |
| 08                                                                     | Daniel Abt             | ABT Schaeffler Audi Sport       | 1:02,688 | –         | 08    |
| 09                                                                     | Lucas di Grassi        | ABT Schaeffler Audi Sport       | 1:02,720 | –         | 09    |
| 10                                                                     | Tom Dillmann           | Venturi Formula E Team          | 1:02,807 | –         | 10    |
| 11                                                                     | Robin Frijns           | Andretti Formula E              | 1:02,820 | –         | 19    |
| 12                                                                     | Stéphane Sarrazin      | Techeetah                       | 1:02,853 | –         | 11    |
| 13                                                                     | Mitch Evans            | Panasonic Jaguar Racing         | 1:02,868 | –         | 12    |
| 14                                                                     | Jérôme D’Ambrosio      | Faraday Future Dragon Racing    | 1:02,900 | –         | 13    |
| 15                                                                     | Nicolas Prost          | Renault e.dams                  | 1:03,038 | –         | 14    |
| 16                                                                     | Nelson Piquet jr.      | NextEV NIO                      | 1:03,185 | –         | 20    |
| 17                                                                     | Alex Lynn              | DS Virgin Racing Formula E Team | 1:03,224 | –         | 15    |
| 18                                                                     | António Félix da Costa | Andretti Formula E              | 1:03,330 | –         | 16    |
| 19                                                                     | Loïc Duval             | Faraday Future Dragon Racing    | 1:03,547 | –         | 17    |
| 20                                                                     | Adam Carroll           | Panasonic Jaguar Racing         | 1:03,594 | –         | 18    |
| 110-Prozent-Zeit: 1:08,288 min (bezogen auf Bestzeit von 1:02,080 min) |                        |                                 |          |           |       |

Anmerkungen
1. ↑  Frijns wurde um zehn Startplätze nach hinten versetzt, da sein Getriebe gewechselt wurde.
2. ↑  Piquet wurde um zehn Startplätze nach hinten versetzt, da seine Antriebseinheit getauscht wurde.

#### Rennen
| Pos. | Fahrer                 | Team                            | Runden | Zeit       | Start | Schnellste Runde |
| ---- | ---------------------- | ------------------------------- | ------ | ---------- | ----- | ---------------- |
| 01   | Sam Bird               | DS Virgin Racing Formula E Team | 49     | 58:09,388  | 01    | 1:05,818 (18.)   |
| 02   | Felix Rosenqvist       | Mahindra Racing Formula E Team  | 49     | + 11,381   | 02    | 1:05,558 (15.)   |
| 03   | Nick Heidfeld          | Mahindra Racing Formula E Team  | 49     | + 12,319   | 05    | 1:05,619 (17.)   |
| 04   | Pierre Gasly           | Renault e.dams                  | 49     | + 12,355   | 04    | 1:05,598 (11.)   |
| 05   | Lucas di Grassi        | ABT Schaeffler Audi Sport       | 49     | + 23,451   | 09    | 1:05,922 (30.)   |
| 06   | Nicolas Prost          | Renault e.dams                  | 49     | + 30,470   | 14    | 1:06,182 (30.)   |
| 07   | Tom Dillmann           | Venturi Formula E Team          | 49     | + 41,862   | 10    | 1:06,291 (20.)   |
| 08   | Jean-Éric Vergne       | Techeetah                       | 49     | + 52,292   | 03    | 1:05,522 (10.)   |
| 09   | Robin Frijns           | Andretti Formula E              | 49     | + 1:00,475 | 20    | 1:05,668 (34.)   |
| 10   | Jérôme D’Ambrosio      | Faraday Future Dragon Racing    | 49     | + 1:12,659 | 13    | 1:06,315 (07.)   |
| 11   | Adam Carroll           | Panasonic Jaguar Racing         | 49     | + 1:41,134 | 18    | 1:06,259 (11.)   |
| 12   | Stéphane Sarrazin      | Techeetah                       | 48     | DNF        | 11    | 1:05,676 (25.)   |
| 13   | Loïc Duval             | Faraday Future Dragon Racing    | 48     | DNF        | 17    | 1:06,312 (26.)   |
| 14   | Oliver Turvey          | NextEV NIO                      | 48     | + 1 Runde  | 07    | 1:05,365 (48.)   |
| 15   | António Félix da Costa | Andretti Formula E              | 48     | + 1 Runde  | 16    | 1:06,344 (14.)   |
| 16   | Nelson Piquet jr.      | NextEV NIO                      | 46     | + 3 Runden | 19    | 1:04,754 (46.)   |
| –    | Maro Engel             | Venturi Formula E Team          | 22     | DNF        | 06    | 1:03,942 (22.)   |
| –    | Alex Lynn              | DS Virgin Racing Formula E Team | 19     | DNF        | 15    | 1:06,147 (11.)   |
| –    | Daniel Abt             | ABT Schaeffler Audi Sport       | 18     | DNF        | 08    | 1:03,898 (07.)   |
| –    | Mitch Evans            | Panasonic Jaguar Racing         | 05     | DNF        | 12    | 1:06,895 (04.)   |

## Meisterschaftsstände nach den Rennen
Die ersten zehn der beiden Rennen bekamen 25, 18, 15, 12, 10, 8, 6, 4, 2 bzw. 1 Punkt(e). Zusätzlich gab es drei Punkte für die Pole-Position und einen Punkt für die schnellste Rennrunde.

### Fahrerwertung
| Pos. | Fahrer            | Team                            | Punkte |
| ---- | ----------------- | ------------------------------- | ------ |
| 01   | Sébastien Buemi   | Renault e.dams                  | 157    |
| 02   | Lucas di Grassi   | ABT Schaeffler Audi Sport       | 147    |
| 03   | Felix Rosenqvist  | Mahindra Racing Formula E Team  | 104    |
| 04   | Sam Bird          | DS Virgin Racing Formula E Team | 100    |
| 05   | Nicolas Prost     | Renault e.dams                  | 84     |
| 06   | Nick Heidfeld     | Mahindra Racing Formula E Team  | 78     |
| 07   | Jean-Éric Vergne  | Techeetah                       | 74     |
| 08   | José María López  | DS Virgin Racing Formula E Team | 50     |
| 09   | Daniel Abt        | ABT Schaeffler Audi Sport       | 47     |
| 10   | Nelson Piquet jr. | NextEV NIO                      | 33     |
| 11   | Oliver Turvey     | NextEV NIO                      | 26     |
| 12   | Robin Frijns      | Andretti Formula E              | 20     |
| 13   | Loïc Duval        | Faraday Future Dragon Racing    | 19     |

| Pos. | Fahrer                 | Team                             | Punkte |
| ---- | ---------------------- | -------------------------------- | ------ |
| 14   | Pierre Gasly           | Renault e.dams                   | 18     |
| 15   | Stéphane Sarrazin      | Venturi Formula E Team Techeetah | 17     |
| 16   | Mitch Evans            | Panasonic Jaguar Racing          | 16     |
| 17   | Maro Engel             | Venturi Formula E Team           | 16     |
| 18   | Jérôme D’Ambrosio      | Faraday Future Dragon Racing     | 11     |
| 19   | António Félix da Costa | Andretti Formula E               | 10     |
| 20   | Tom Dillmann           | Venturi Formula E Team           | 10     |
| 21   | Adam Carroll           | Panasonic Jaguar Racing          | 5      |
| 22   | Esteban Gutiérrez      | Techeetah                        | 5      |
| 23   | Alex Lynn              | DS Virgin Racing Formula E Team  | 3      |
| 24   | Mike Conway            | Faraday Future Dragon Racing     | 0      |
| 25   | Qinghua Ma             | Techeetah                        | 0      |

### Teamwertung
| Pos. | Team                            | Punkte |
| ---- | ------------------------------- | ------ |
| 01   | Renault e.dams                  | 259    |
| 02   | ABT Schaeffler Audi Sport       | 194    |
| 03   | Mahindra Racing Formula E Team  | 182    |
| 04   | DS Virgin Racing Formula E Team | 153    |
| 05   | Techeetah                       | 94     |

| Pos. | Team                         | Punkte |
| ---- | ---------------------------- | ------ |
| 06   | NextEV NIO                   | 59     |
| 07   | Andretti Formula E           | 30     |
| 08   | Faraday Future Dragon Racing | 30     |
| 09   | Venturi Formula E Team       | 28     |
| 10   | Panasonic Jaguar Racing      | 21     |